# Anopsicus chiriqui
Anopsicus chiriqui is een spinnensoort uit de familie trilspinnen (Pholcidae). De soort komt voor in Costa Rica en Panama. 